# Dirk VII. Holandski
Dirk VII. (umrl 4. novembra 1203 v Dordrechtu  ) je bil grof Holandski od 1190 do 1203. Bil je najstarejši sin Florisa III. in Ade Huntingdonske.

## Življenje
Zaradi državljanske vojne v Svetem rimskem cesarstvu je moral cesar Henrik VI. najti načine za sklepanje prijateljstev. Podprl je Dirka VII. tako, da mu je dal pravico zaračunavati mitnino flamskim trgovcem v Geervlietu. Henrik je Holandiji dal tudi Grote Waard ( Dordrecht in njegovo okolico) na račun škofije v Utrechtu. Prav tako je razveljavil salijski zakon za nasledstvo grofije Holandije, kar je pomenilo, da jo je lahko podedovala dedinja.  Na cesarski ravni so Hohenstaufni izgubljali državljansko vojno. Ko je cesar Henrik VI. leta 1197 umrl in ga je nasledil njegov 4-letni sin, je Dirk zamenjal stran in podprl Otona IV. Iz  rodbine Welfov.

## Spori in boji med bratoma
Septembra 1191 se je iz Svete dežele vrnil njegov mlajši brat Viljem, ki je spremljal svojega očeta med tretjo križarsko vojno. Kmalu so se med grofom Dirkom VII. in njegovim bratom pojavila nesoglasja. Viljem je zato iskal podporo uporniških Frizijcev. Frizijci v Oostergu in Westergu so podprli brata Viljema I. Holandskega, ki je napadel Holandijo. Viljema so podprli tudi nekateri Zahodni Frizijci. Ker Dirk takrat ni mogel zapustiti Zeelanda, je poslal svojo ženo Aleido z vojsko v Zahodno Frizijo. Novembra 1195 je prišlo do spopada med Aleido in njenim svakom Viljemom. Aleidi je uspelo nadzorovati spopad s podkupovanjem voditeljev Oude Niedorpa in Winkla. Sčasoma je bil spor med obema bratoma rešen in Viljem je dobil upravo grofije Osrednja Frizija. Vendar je ta položaj kmalu spet pripeljal Viljema v konflikt s svojim bratom. Leta 1196 je Dirk VII. začasno pridobil oblast nad knezo-škofijo Utrecht. Dirk VII. je s tem dobil možnost, da je za knezo-škofa imenoval svojega strica Dirka Holandskega.  To je pomenilo vojno z grofom Otonom I. Gelderskim. Dirk VII. je pri Grebbebergu Otona premagal. Leta 1197 je bil za novega škofa izvoljen Dirk van Are. Kot tak si je povrnil knežjo oblast Utrechta. 
Henrik Kraan, gospod Kuinreja, je plenil v Osrednji Friziji. Viljem se mu je maščeval in uničil Kuinderburcht. Ta Hendrik Kuinreški je bil vazal utrechtskega škofa. Leta 1196 je cesar Henrik VII. Dirku VII. podelil začasno oblast nad škofijo Utrecht in ta je za škofa v Utrechtu imenoval svojega strica Dirka. Dirk VII. ni mogel dovoliti, da bi njegov brat uničil posest utrechtske škofije in je uredil, da je  Henrik Kuinreški Viljema zaprl. 
Viljem pa je pobegnil in pobegnil k Otonu I. Guelderskemu. Kot upravitelj škofije Utrecht je Dirk VII. prišel v spor z Otonom Guelderskim, ker je ta od škofije želel pridobiti Oversticht  (Overijssel in Drenthe).

## Vojna z Brabantom
Leta 1202 se je Dirk povezal z Otom Gelderskim in oba sta napadla Brabant. Brabant je zahteval Holandijo, Utrecht in Gelders kot vojvode Lotaringije. Den Bosch in Geertruidenberg sta bila med to kampanjo zavzeta. Vojvoda Henrik I. Brabantski je Dirka ujel v Heusdnu. Poleg tega, da je moral plačati visoko odkupnino, je moral sprejeti vojvodo Brabantskega kot svojega gospodarja v južni Holandiji in škofa iz Utrechta kot svojega vrhovnega gospodarja v severni Holandiji.
Dirk je umrl 4. novembra 1203 in nasledila ga je njegova hči Ada Holandska, ki pa grofije ni mogla obdržati, saj ji jo je odvzel brat njenega umrlega moža  Viljem.

## Družina in otroci
Leta 1186 se je Dirk poročil z Adelajdo, hčerko grofa Arnolda I. Kleveškega in Ide iz Louvaina. Imela sta tri hčere: 
1. Ada Holandska (okoli 1188 - 1227)
2. Alejda (umrla okoli 1203).
3. Petronila (umrla pred 1203)